# Седжуик (округ, Канзас)
Седжуик (англ. Sedgwick County) — округ в штате Канзас, США с населением в 503 889 человек по данным переписи населения 2012 года. Крупнейшим городом округа является Уичито.

## Города
Население и название города (2012)
1. 385 577 — Уичито (Административный центр)
2. 22 943 — Дэрби
3. 10 951 — Хаусвиль
4. 7446 — Парк Сити
5. 6965 — Valley Center
6. 6838 — Bel Aire
7. 6267 — Mulvane
8. 4532 — Goddard
9. 3708 — Maize
10. 2489 — Clearwater
11. 2120 — Cheney
12. 1958 — Kechi
13. 1701 — Седжуик
14. 1334 — Colwich
15. 964 — Andale
16. 862 — Garden Plain
17. 817 — Mount Hope
18. 773 — Eastborough
19. 528 — Bentley
20. 131 — Viola

## Инфраструктура

### Аэропорты
На территории округа расположены следующие гражданские аэропорты:
- Внутренний Аэропорт Уичиты (Wichita Mid-Continent Airport) — ICT
- Аэропорт Бич Эйркрафт (Beech Factory Airport) — BEC
- Лётное поле Сессны (Cessna Aircraft Field) — CEA
- Аэропорт имени полковника Джеймса Джабары (Colonel James Jabara Airport) — AAO
- Аэропорт Риверсайд (Riverside Airport) — K32
- Cook Airfield — K50
- Аэропорт города Мэйз (Maize Airport) — 70K
- Аэропорт Вестпорт (Westport Airport) — 71K
- Вспомогательный Аэропорт Вестпорт (Westport Auxiliary Airport) — 72K

## Достопримечательности
- Дендрарий
- Зоопарк
- Выставка-ярмарка
- Исторический Музей Уичиты и округа Седжуик